# آرتور کرایفسکی
آرتور کرایفسکی (لهستانی: Artur Krajewski؛ زادهٔ ۴ اوت ۱۹۶۸) بازیگر اهل لهستان است.
از فیلم‌ها یا مجموعه‌های تلویزیونی که وی در آن‌ها نقش داشته‌است، می‌توان به این دختران من، جادوگر، ردپا، قرارداد، مجرد، کوری، من یک قاتلم، پدر متیو، ع چون عشق، دوران افتخار، کارآگاهان جنایی، خانه کشیش، در خوشی و سختی و شامانکا اشاره نمود.